# Jan Votava (poslanec Moravského zemského sněmu)
Jan Votava (16. května 1851 Hrotovice – 14. června 1902 Hrotovice) byl rakouský politik české národnosti z Moravy; poslanec Moravského zemského sněmu a starosta Hrotovic.

## Biografie
Narodil se roku 1851 Janu Votavovi, láníkovi z Hrotovic, a jeho manželce Anně. Byl majitelem hospodářství a parní cihelny. Od mládí byl veřejně a politicky aktivní. 14. března 1883 byl zvolen starostou Hrotovic. Podle jiného zdroje tuto funkci zastával od roku 1884 až do své smrti roku 1902. V roce 1888 se jako starosta zasadil o získání zemské dotace na zalesnění strání okolo města a výsadbu akátové aleje u dolního rybníka, nazvané Stromořadí Františka Josefa I. Roku 1893 se podílel na založení Čtenářského spolku. Byl rovněž předsedou místní školní rady a náměstkem předsedy okresního silničního výboru. V roce 1902 je uváděn jako předseda okresního silničního výboru. Byl mu udělen Zlatý záslužný kříž s korunou.
V 80. letech se zapojil i do vysoké politiky. V doplňovacích zemských volbách 20. září 1885 (poté co zemřel poslanec Tomáš Šimbera) byl zvolen na Moravský zemský sněm, kde zastupoval kurii venkovských obcí, obvod Mor. Budějovice, Hrotovice, Náměšť. Mandát zde obhájil v řádných zemských volbách v roce 1890. V roce 1890 je označován za oficiálního kandidáta českého volebního výboru, respektive ústředního volebního výboru Moravské národní strany (staročeské).
Zemřel v červnu 1902.